# Maniconeura penicillata
Maniconeura penicillata är en nattsländeart som beskrevs av Mclachlan 1875. Maniconeura penicillata ingår i släktet Maniconeura och familjen kantrörsnattsländor. Inga underarter finns listade i Catalogue of Life.